# Пауло Ферари
Пауло Андрес Ферари (на испански: Paulo Andrés Ferrari) е аржентински футболист, 4 януари 1982 г. в Росарио. Играе на поста десен бек за отбора на Ривър Плейт.

## Клубна кариера
Ферари започва професионалната си кариера в местния Росарио Сентрал през 2001 г. След над 150 мача за първенство през 2006 г. преминава в гранда Ривър Плейт. Има и над 50 международни мача и за двата отбора в турнирите Копа Либертадорес и Копа Судамерикана.

## Успехи
Ривър Плейт
- Примера Дивисион Аржентина
  - Шампион: 2008 – Клаусура